# Iš-bošet
Iš-bošet (také Íš-bóšet), též Ešbaal, byl synem prvního izraelského krále Saula, druhým králem Izraele a posledním z dynastie Saulovců.

## Vláda
Je zmiňován v Druhé knize Samuelově. Iš-bošet byl pomazán za krále Izraele po smrti svého otce a všech svých tří bratrů v bitvě v pohoří Gilboa, kde byla Saulova vojska poražena vojsky Pelištejců, na jejichž straně měl bojovat i David, ale z bitvy byl odvolán. K moci mu dopomohl Saulův vojevůdce Abner, který ho po celou dobu jeho vlády měl v moci a Iš-bošet se ho bál. V té době byl David judským králem a s Iš-bošetem, respektive především s Abnerem vedl vleklé boje. Když se Abner nepohodl s Iš-bošetem, byl připraven dohodnout mír s Davidem a Iš-bošeta odstranit. Abner byl však zabit Davidovým vojevůdcem Joábem.

## Smrt
Po zavraždění Abnera bylo jen otázkou času, kdy Iš-bošeta David sesadí z trůnu. Iš-bošeta jedné noci zavraždili bratři Baana a Rechab Beerotští a jeho hlavu přinesli Davidovi. Ten je nechal popravit pro vraždu královského syna a Hospodinem pomazaného.